# Liste österreichischer Archive
Die Liste österreichischer Archive führt eine Auswahl bedeutender Archive in Österreich auf.

## Archive

### Staats- und Landesarchive
- Österreichisches Staatsarchiv (Wien)
- Burgenländisches Landesarchiv (Eisenstadt)
- Kärntner Landesarchiv (Klagenfurt)
- Niederösterreichisches Landesarchiv (St. Pölten)
- Oberösterreichisches Landesarchiv (Linz)
- Salzburger Landesarchiv (Salzburg)
- Steiermärkisches Landesarchiv (Graz)
- Tiroler Landesarchiv (Innsbruck)
- Vorarlberger Landesarchiv (Bregenz)
- Wiener Stadt- und Landesarchiv (Wien)

### Stadtarchive
- Stadtarchiv Dornbirn
- Archiv der Stadt Linz
- Wiener Stadt- und Landesarchiv
- Stadtarchiv Wiener Neustadt
- Stadtmuseum Villach (mit Stadtarchiv)

### Weitere Archive
- Archiv der Erzdiözese Salzburg
- Archiv der Universität Wien
- Brenner-Archiv
- Dokumentationsarchiv des österreichischen Widerstandes
- Dokumentationsstelle für ost- und mitteleuropäische Literatur
- Filmarchiv Austria
- Innsbrucker Zeitungsarchiv
- Medien Kunst Archiv Wien
- Niederösterreichisches Volksliedarchiv
- Österreichisches Literaturarchiv
- Österreichische Mediathek
- Phonogrammarchiv der Österreichischen Akademie der Wissenschaften
- QWIEN – Zentrum für schwul/lesbische Kultur und Geschichte
- STICHWORT – Archiv der Frauen- und Lesbenbewegung
- Tagblatt-Archiv
- Topothek
- Wiener Opernarchiv